# Eduardo Dalbono
Eduardo Dalbono (né le 10 décembre 1841 à Naples et mort le 23 août 1915  dans cette même ville) est un peintre italien de la fin du XIXe et du début du XXe siècle.

## Biographie
Fils d'un père écrivain et critique d'art et d'une mère poétesse, Eduardo Dalbono fréquente l'Institut royal des beaux-arts de Naples (Reale Istituto di Belle Arti di Napoli) en 1853 mais le quitte peu après pour rejoindre l'atelier de Nicola Palizzi. En 1859 il participe à l'exposition des beaux-arts au Real Museo Borbonico de Naples et remporte la médaille d'argent; puis il s'intéresse à l'école de Resìna, une communauté de peintres véristes, et sa recherche artistique se centre autour de l'étude à l'air libre de la nature.
À partir de 1867 il présente régulièrement ses œuvres à la Société de promotion des beaux-arts (Società Promotrice di Belle Arti) de Naples et dans d'autres expositions. Il reçoit la médaille d'argent de l'exposition des beaux-arts de Parme en 1870 avec une peinture historique, puis la médaille de bronze de l'exposition internationale de Vienne en 1873. De 1878 à 1888 il vit à Paris et, avec l'appui de son ami Giuseppe De Nittis, il entre en contact avec le négociant en art Adolphe Goupil. Durant ces dix années il retourne plusieurs fois en Italie et séjourne à Milan et Vérone, et poursuit également son activité d'illustrateur.
Dalbono est l'un des fondateurs de la Société napolitaines des artistes (Società Napoletana degli Artisti), et plus tard du Cercle artistique (Circolo Artistico). En 1897 il est nommé professeur de peinture à l'Académie de Naples, et en 1905 il est nommé curateur de la Pinacothèque nationale à Naples.
Il continue d'exposer ses œuvres lors d'expositions internationales, à Venise en 1895, Saint-Louis (Missouri) en 1904 et Rome en 1911.
Francesco Paolo Michetti fut un de ses élèves.
En 1915, Benedetto Croce a recueilli les écrits de Dalbono dans un livre intitulé La scuola napoletana di pittura del secolo decimonono.
Les villes de Rome, Brindisi et San Giorgio a Cremano ont nommé une rue à sa mémoire.

## Œuvres
- Adelina e Eleonora - Musée Capodimonte de Naples
- La leggenda delle sirene - Galleria dell'Accademia di Belle Arti de Naples
- Pescatori di Napoli - Museu de Arte de São Paulo